# Walter Traut
Walter Traut (* 19. September 1907 in Innsbruck; † 6. September 1979 in München) war ein österreichischer Filmproduktions- und Herstellungsleiter.

## Leben
Traut, ein erfahrener Skisportler, schloss sich 1927 dem Stab des Bergfilmers Arnold Fanck an. In Der große Sprung wirkte er als Stuntman mit, ebenso in Stürme über dem Mont Blanc. Danach wechselte er in den technischen Bereich und übernahm verschiedene Aufgaben, zum Beispiel als Aufnahmeleiter in Das blaue Licht oder als Kameraassistent in SOS Eisberg, gelegentlich auch als Kameramann.
Seit Beginn der 1940er Jahre organisierte er in verschiedenen Funktionen die Filmproduktion. Besonders oft arbeitete Traut mit Leni Riefenstahl zusammen. Nach dem Krieg war er wiederholt an Projekten von Paul May beteiligt, insbesondere an dessen 08/15-Trilogie. Er starb sechs Wochen nach dem versehentlichen Trinken eines tetrachlorhaltigen Antifleckenmittels. Traut ist auf dem Münchner Neuen Südfriedhof bestattet.

## Filmografie
- 1934: Palos Brautfahrt (Palos brudefærd) (Kameramann)
- 1935: Triumph des Willens
- 1936: Die Kopfjäger von Borneo (Kameramann)
- 1936: Jugend der Welt
- 1936/38: Olympia (2 Teile)
- 1939: Osterskitour in Tirol
- 1940: ABC im Schnee
- 1940/54: Tiefland
- 1944: Arno Breker
- 1947: Wintermelodie
- 1948: Zehn Jahre später
- 1949: Bergkristall
- 1950: Föhn
- 1952: Hinter Klostermauern
- 1954: 08/15
- 1955: 08/15 Zweiter Teil
- 1955: 08/15 in der Heimat
- 1955: Verrat an Deutschland
- 1956: Weil du arm bist, mußt du früher sterben
- 1956: Wo die alten Wälder rauschen
- 1956: Kirschen in Nachbars Garten
- 1956: Das alte Försterhaus
- 1957: Nachts, wenn der Teufel kam
- 1958: Der Arzt von Stalingrad
- 1958: Die Landärztin
- 1958: Der Haustyrann
- 1960: Faust
- 1962: Barras heute
- 1970: Hurra, unsere Eltern sind nicht da
- 1970: Nachbarn sind zum Ärgern da
- 1971: Hilfe, die Verwandten kommen
- 1971: Tante Trude aus Buxtehude
- 1971: Die tollen Tanten schlagen zu
- 1971: Verliebte Ferien in Tirol
- 1971: Sie liebten sich einen Sommer
- 1972: Mensch ärgere dich nicht
- 1972: Auch fummeln will gelernt sein